# جان پل لافنبرگر
جان پل لافنبرگر (انگلیسی: Jean-Paul Laufenburger; ۱۹ نوامبر ۱۹۴۳ – ۱۶ نوامبر ۲۰۱۴) بازیکن فوتبال اهل فرانسه بود.
از باشگاه‌هایی که در آن بازی کرده‌است می‌توان به باشگاه فوتبال سوشو اشاره کرد.